# Blauwgrijze muis
De blauwgrijze muis (Pseudomys glaucus) is een knaagdier uit het geslacht Pseudomys dat voorkomt in Australië. Er zijn slechts drie exemplaren bekend, waarvan het laatste in 1956 is gevangen, uit het zuidoosten van Queensland en het noordoosten van New South Wales, een eind van de zee af. Men neemt aan dat de soort uitgestorven is.
Deze muis was robuust gebouwd, met een dichte, fijne vacht. De rug is licht blauwgrijs, de onderkant van het lichaam wit. De staart is bedekt met witte haren. De kop-romplengte bedraagt 95 mm, de staartlengte 100 mm en het gewicht 25 tot 30 gram.